# 1995 في تشيلي
فيما يلي قوائم الأحداث التي وقعت خلال عام 1995 في تشيلي.

## رياضة
- 1 يناير – الدوري التشيلي لكرة القدم 1995 الفائز نادي أونيفرسيداد دي تشيلي.
- 1 يناير – بطولة أمريكا الجنوبية لألعاب القوى للناشئين 1995
- 1 يناير – بطولة أمريكا لألعاب القوى للناشئين 1995

## مواليد

### يناير
- 4 يناير – أندريس دياز دوران لاعب كرة قدم تشيلي.
- 6 يناير – كارلوس إغناثيو رودريغيز فلوريس لاعب كرة قدم تشيلي.
- 21 يناير – برناردو سيريزو لاعب كرة قدم تشيلي.
- 22 يناير – كارلوس كونتريرز زامبرانو لاعب كرة قدم تشيلي.
- 25 يناير – فرنسيسكو لارا يوريبا لاعب كرة قدم تشيلي.

### فبراير
- 7 فبراير – بابلو سوتو سوتو لاعب كرة قدم تشيلي.
- 13 فبراير – دانيال مالهو لاعب كرة قدم تشيلي.
- 15 فبراير – دييغو روخاس لاعب كرة قدم تشيلي.

### مارس
- 4 مارس – كاميلو رودريغيز لاعب كرة قدم تشيلي.
- 21 مارس – خوان فوينتيس لاعب كرة قدم تشيلي.
- 21 مارس – لويس فوينتيس خيمينيز لاعب كرة قدم تشيلي.
- 22 مارس – جو أبريغو لاعب كرة قدم تشيلي.

### أبريل
- 5 أبريل – أغوستينا سولانو
- 17 أبريل – رودريغو إيشيفيريا لاعب كرة قدم تشيلي.

### يونيو
- 25 يونيو – خوان كوردوفا لاعب كرة قدم تشيلي.
- 29 يونيو – راؤول أوسوريو لاعب كرة قدم تشيلي.

### يوليو
- 19 يوليو – برناردو كوريا لاعب كرة قدم تشيلي.
- 25 يوليو – كريستوفر دياز لاعب كرة قدم تشيلي.

### أغسطس
- 12 أغسطس – إغناثيو موراليس لاعب تايكوندو تشيلي.

### سبتمبر
- 3 سبتمبر – نيكولاس أوريانا لاعب كرة قدم تشيلي.
- 22 سبتمبر – نيلسون إسبينوزا لاعب كرة قدم تشيلي.

### أكتوبر
- 11 أكتوبر – نيكولاس جاري لاعب كرة مضرب تشيلي.
- 24 أكتوبر – توني ديانغلو لاعب هوكي جليد من الولايات المتحدة الأمريكية.

### نوفمبر
- 10 نوفمبر – إيفان باردو لاعب كرة قدم تشيلي.
- 24 نوفمبر – دييغو غونزاليس فوينتيس لاعب كرة قدم تشيلي.

### ديسمبر
- 6 ديسمبر – أجناسيو جيرالدينو لاعب كرة قدم تشيلي.
- 26 ديسمبر – فرناندو كورينغو ميراندا لاعب كرة قدم تشيلي.

## وفيات

### يناير
- 11 يناير – روكي استيبان سكاربا (مواليد 1914) كاتب تشيلي.
- 26 يناير – برناردو ليتون (مواليد 1909)

### أبريل
- 7 أبريل – روخيليو فارياس (مواليد 1949) لاعب كرة قدم تشيلي.

### يوليو
- 27 يوليو – إنريكي غوميز كوريا (مواليد 1915)

### سبتمبر
- 1 سبتمبر – ماريا دي لا كروز (مواليد 1912) ناشطة تشيلية.

### أكتوبر
- 1 أكتوبر – فيليبي ريفيرا (مواليد 1971) لاعب كرة مضرب تشيلي.
- 27 أكتوبر – مارتا كولفين (مواليد 1907) نحاتة تشيلية.